# 游大東

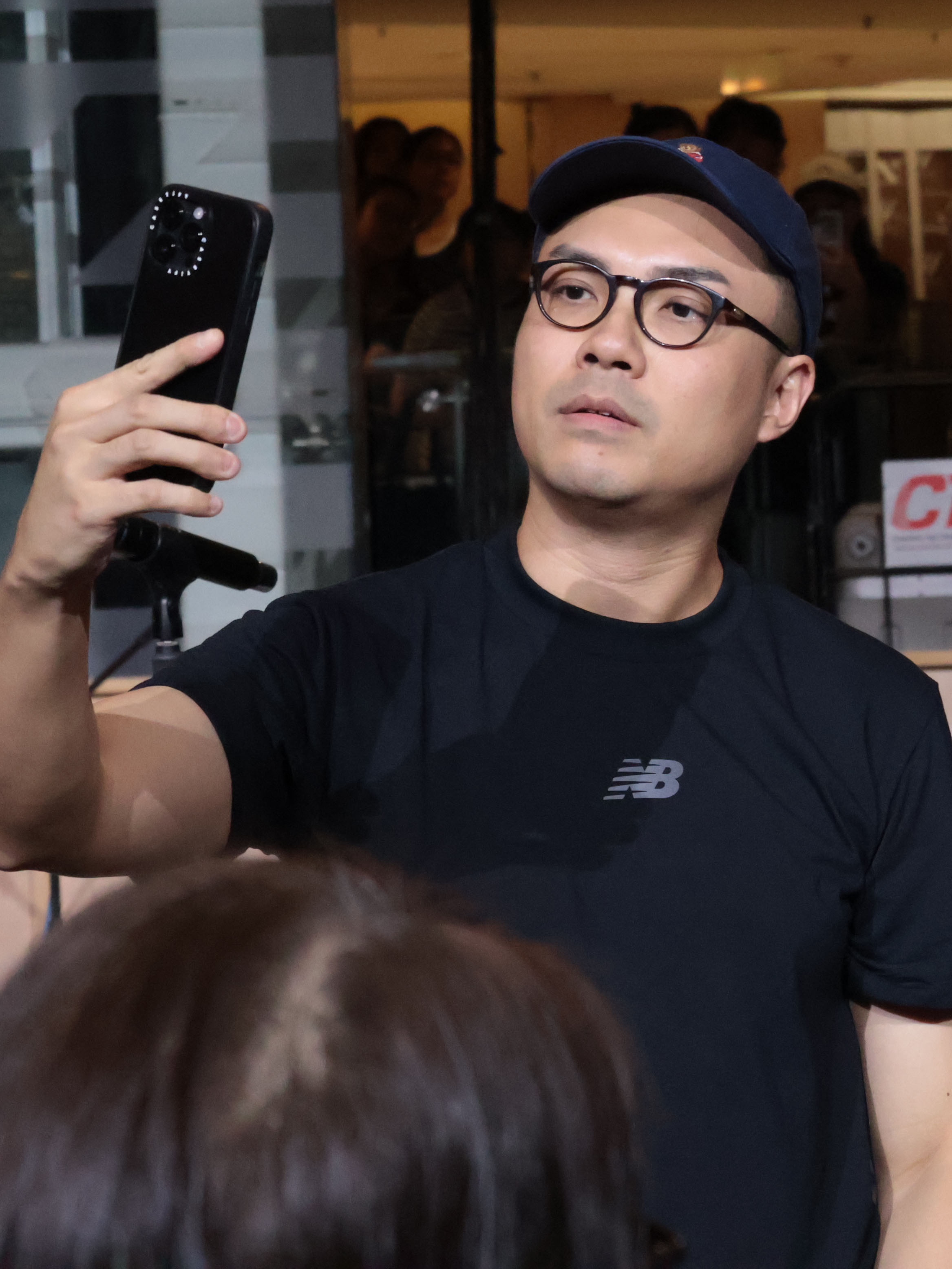
游大東

游大東（約1981年—），原名蔡俊業，香港專欄作家、網絡紅人、以評論電視為主，亦涉足其他流行文化。

## 生平
游大東自幼喜歡看電視，包括香港本地及海外的電視節目，後攻讀文化研究碩士。
曾於任職於電台、電視台，亦曾在雜誌、網媒擔任記者、編輯。
36歲起開設Facebook專頁進行電視評論。
2017年起，曾與香港樹仁大學新聞與傳播學系營運的新傳網舉辦香港電視大獎。
2022年03月，他在自己的Facebook專頁刊載一篇關於電視廣播有限公司發出盈利警告的文章，被該公司檢舉。